# Kanton L'Isle-d'Abeau
Kanton L'Isle-d'Abeau (fr. Canton de l'Isle-d'Abeau) je francouzský kanton v departementu Isère v regionu Rhône-Alpes. Skládá se ze tří obcí.

## Obce kantonu
- L'Isle-d'Abeau
- Vaulx-Milieu
- Villefontaine